# Scotorythra
Scotorythra is een geslacht van vlinders van de familie spanners (Geometridae), uit de onderfamilie Ennominae.

## Soorten
- S. anagraptis Meyrick, 1899
- S. apicalis Swezey, 1948
- S. arboricolens Butler, 1883
- S. artemidora Meyrick, 1899
- S. brachytarsa Meyrick, 1899
- S. capnopa Meyrick, 1899
- S. caryopis Meyrick, 1899
- S. corticea Butler, 1881
- S. crocorrhoa Meyrick, 1928
- S. demetrias Meyrick, 1899
- S. diceraunia Meyrick, 1900
- S. dissotis Meyrick, 1899
- S. epicyma Meyrick, 1899
- S. epixantha Perkins, 1901
- S. euryphaea Meyrick, 1899
- S. gomphias Meyrick, 1899
- S. goniastis Meyrick, 1899
- S. hecataea Meyrick, 1899
- S. hyparcha Meyrick, 1899
- S. kuschei Swezey, 1940
- S. leptias Meyrick, 1899
- S. macrosoma Meyrick, 1899
- S. megalophylla Meyrick, 1899
- S. metacrossa Meyrick, 1899

- S. nephelosticta Meyrick, 1899
- S. nesiotes Perkins, 1901
- S. ochetias Meyrick, 1899
- S. ortharcha Meyrick, 1899
- S. oxyphractis Meyrick, 1899
- S. pachyspila Meyrick, 1899
- S. paludicola Butler, 1879
- S. paratactis Meyrick, 1899
- S. platycapna Meyrick, 1899
- S. rara Butler, 1879
- S. trachyopis Meyrick, 1899
- S. trapezias Meyrick, 1899
- S. triscia Meyrick, 1899